# Sziésze (ifjabb)

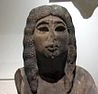
Sziésze szobra (Brooklyn Museum)

Sziésze ókori egyiptomi hivatalnok volt a XIX. dinasztia idején; a magtárak felügyelője II. Ramszesz és Merenptah uralkodása alatt. Családja Aszjútból származott.
Egy 1913-ban talált szobor, melynek egyik oldalán Upuaut, a másikon Ízisz-Hathor található, Sziésze sírjából származhatott. Hátulján a szöveg tanúskodik róla, hogy Sziésze Keni fia és idősebb Sziésze unokája. Apja és nagyapja is a magtárak felügyelője volt; anyját Wiainak hívták. Sziésze további említései:
- Szobor, ma a Louvre-ban (A. 73)
- Szobor, ma a Brooklyni Múzeumban (47.120.2)
- Relieftöredék
- Szarkofág
- Két usébtifigura
- Egy bizonyos Menmaatréemheb sztéléje.

## Fordítás
- Ez a szócikk részben vagy egészben  a   Siese the Younger című angol Wikipédia-szócikk ezen változatának fordításán alapul.  Az eredeti cikk szerkesztőit annak laptörténete sorolja fel. Ez a jelzés csupán a megfogalmazás eredetét és a szerzői jogokat jelzi, nem szolgál a cikkben szereplő információk forrásmegjelöléseként.